# Florian Matzner

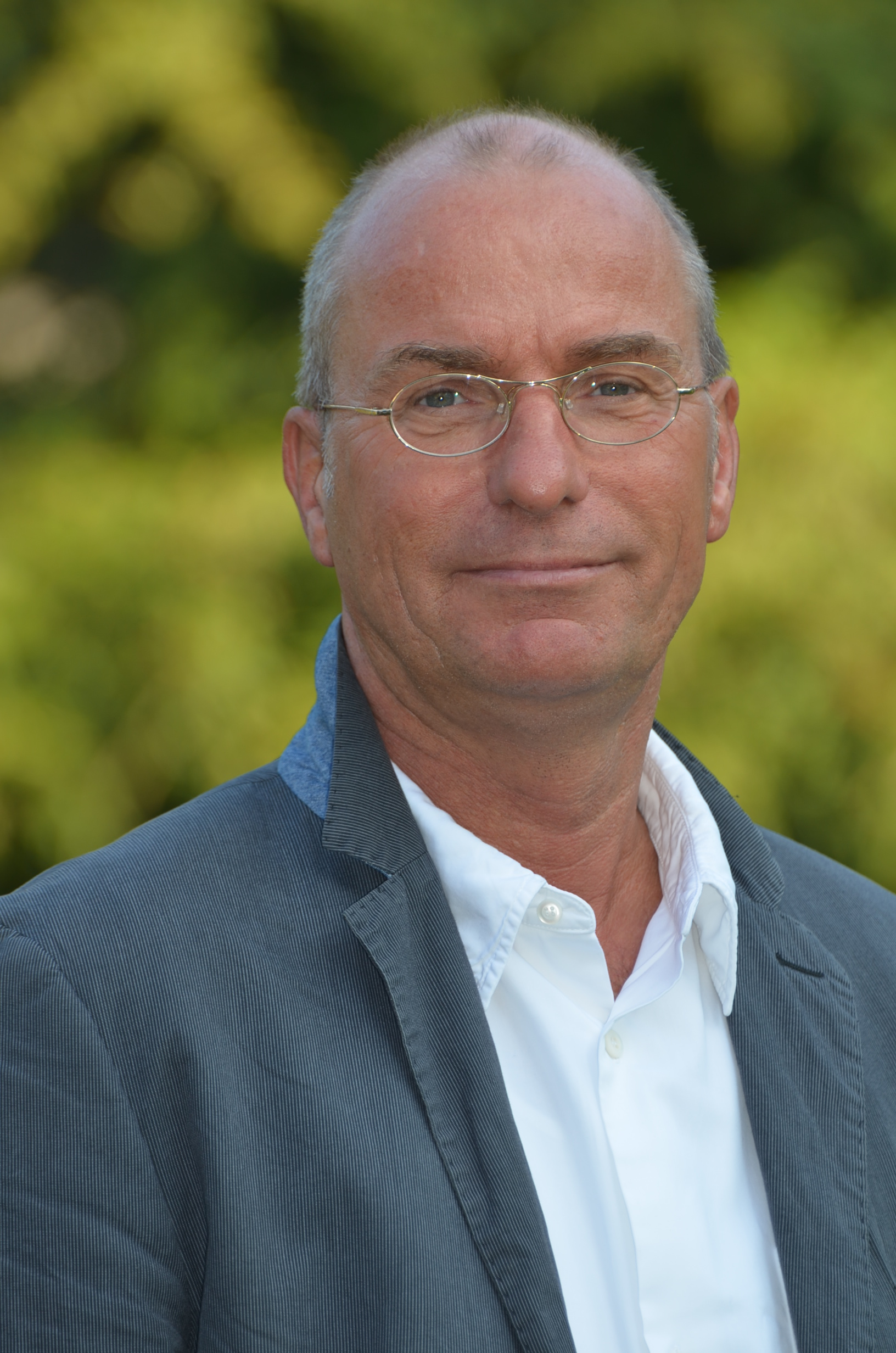
Florian Matzner (2011)

Florian Matzner (* 1961 in Essen) ist ein deutscher Kunstwissenschaftler und Kurator.

## Leben und Wirken
Matzner studierte Kunstgeschichte in Marburg, Hamburg und Rom und wurde 1991 zum Thema Staatsikonographie in der italienischen Renaissance an der Philipps-Universität Marburg promoviert. Anschließend hatte er einen Lehrauftrag für Kunstwissenschaft an den Fachbereichen Design und Architektur der Fachhochschule Münster und war bis  Anfang 1993 Wissenschaftlicher Volontär am Westfälischen Landesmuseum für Kunst und Kulturgeschichte in Münster. 1993 wurde er Wissenschaftlicher Referent am Westfälischen Landesmuseum.
Seit 1998 hat er eine Professur für Kunstgeschichte an der Akademie der Bildenden Künste München inne.
Matzner war von 2002 bis 2005 Vorsitzender der "Kommission für Kunst am Bau und Kunst im öffentlichen Raum" der Stadt München. Seit 2003 ist er Mitglied des Bremer Landesbeirats für Kunst im Öffentlichen Raum und Künstlerförderung, seit 2014 Mitglied des Hamburger Elbkulturfonds, seit 2020 Mitglied im "Programmbeirat Kunst im öffentlichen Raum" der Stadt München.
Matzner ist Verfasser und Herausgeber umfangreicher Schriften sowie Kurator zahlreicher Ausstellungen zur zeitgenössischen Kunst mit dem Schwerpunkt Kunst im öffentlichen Raum.
Florian Matzner lebt in München und Rosignano Marittimo (Toskana).

## Kuratierte Ausstellungen
- 1993: Deutscher Pavillon auf der Biennale in Venedig (Projektleiter)
- 1995: Architektur des Spätbarock in Europa, Landesmuseum Münster
- 1997: Skulptur.Projekte in Münster (Projektleiter)
- 1998 und 1999: Ausstellungen Arte all’Arte in Volterra, San Gimignano und  Montalcino (Toskana)
- 1999: Skulptur Biennale Münsterland
- 2001: Salto Mortale Museum für Sepulkralkultur Kassel
- 2002: Oltre il Giardino, Rimini (Italien)
- 2003: No Art = No City! Stadtutopien in der zeitgenössischen Kunst, Städtische Galerie Bremen
- 2005: Evergreen, Bundesgartenschau München-Riem
- 2006: … zurück zur Figur! Malerei der Gegenwart, Hypo-Kunsthalle München 2006.
- 2010: Emscherkunst.2010: 20 Kunstwerke von 40 Künstlern auf der Emscherinsel im Rahmen der Kulturhauptstadt Ruhr.2010
- 2010/11: (Re)Designing Nature. Aktuelle Positionen der Naturgestaltung in Bildender Kunst und Landschaftsarchitektur, Künstlerhaus Wien und Städtische Galerie Bremen
- 2013: Emscherkunst.2013 im nördlichen Ruhrgebiet mit etwa 30 internationalen Künstlern
- 2014: Tatort Paderborn – Phänomen Fußgängerzone, Kunstprojekt im öffentlichen Raum
- 2015: Believing History, 20 Studierende von 13 deutschen Kunsthochschulen, Kloster Lorsch
- 2016: Emscherkunst 2016, 25 Kunstwerke im nördlichen Ruhrgebiet
- 2018: DAMnedART – Embrace Our Rivers, 14 indische und europäische Künstler, Chennai (Indien)
- 2020: Gegenwarten | Presences, Public-Art-Projekt in Chemnitz mit 20 internationalen Künstlern
- 2024: Gegenwarten II | Presences, Public-Art-Projekt in Chemnitz